# Le Messager russe

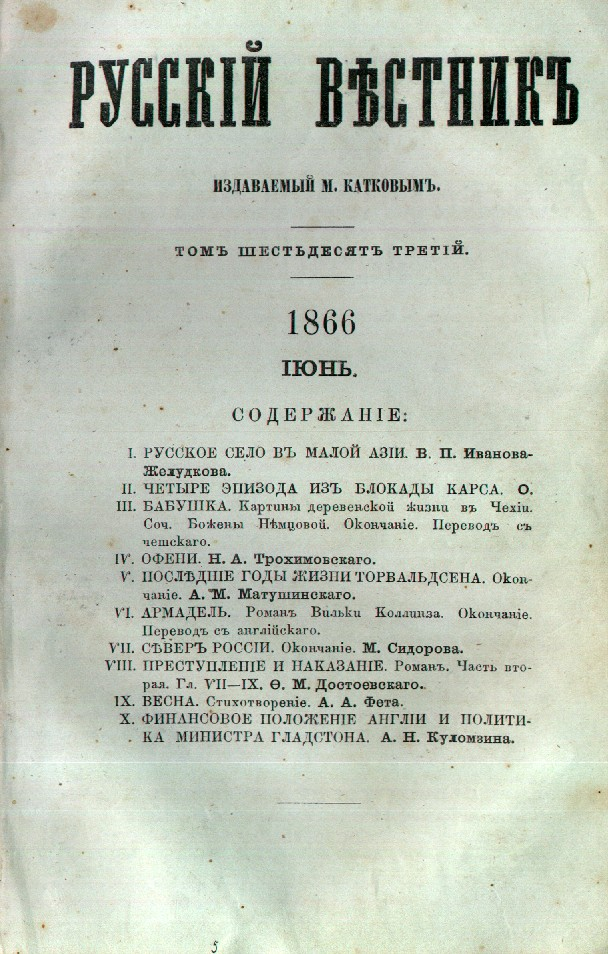
Sommaire du Messager russe de Katkov en juin 1866.

Le Messager russe (en russe : Ру́сский ве́стник ; en orthographe précédant la réforme de 1917-1918 : Русскій Вѣстникъ), est le titre de trois journaux ou périodiques russes du XIXe siècle et du début du XXe siècle.

## Le Messager russede Glinka
Le Messager russe est un mensuel de tendance patriotique et monarchique, publié de 1808 à 1820 à Moscou par Sergueï Glinka sur les fonds du comte Rostopchine

## Le Messager russede Gretsch et Polevoï
Celui-ci est un mensuel publié entre 1841 et 1844 à Saint-Pétersbourg sous la direction de Gretsch et Polevoï. On compte parmi ses collaborateurs l'historien Ivan Sneguiriov.

## Le Messager russede Katkov
Le Messager russe de Mikhaïl Katkov est l'un des périodiques les plus estimés de l'Empire russe de la seconde moitié du XIXe siècle et du tout début du XXe siècle. Il joua une grande influence dans la formation de la pensée de cette époque et de l'évolution intellectuelle de la société russe. Il paraît d'abord à Moscou de 1856 à 1887, puis à Saint-Pétersbourg de 1887 à 1906.

### Fondation
Le journal est fondé en tant que bimensuel, puis mensuel (à partir de 1861), par un groupe d'intellectuels plutôt libéraux autour de Katkov, Korsch (ru), Koudriavtsev, Leontiev, etc. Le rédacteur en chef et le critique littéraire du journal est Katkov lui-même. Une dissension éclate à l'intérieur de la rédaction à l'automne 1857. Elle est dirigée par Katkov et Leontiev qui sont également propriétaire de l'imprimerie (acquise sur les fonds d'autres libéraux moscovites).

### Structure
Chaque numéro consiste en des articles concernant les belles lettres et des articles à caractère savant dans la première partie, et une seconde partie consacrée à la politique, intitulée  feuilles contemporaines. Le département politique du journal est au début dirigé par Korsch et Koudriavtsev, et ensuite par Katkov. Quand Katkov et Leontiev reçoivent la gérance du journal Les Nouvelles de Moscou (1862), les articles de société et les papiers politiques des feuilles contemporaines paraissent en feuillets hebdomadaires dans ce journal (1863-1871).

### Période libérale
À l'époque des cinq premières années du règne d'Alexandre II (1856-1861), la société connaît une période de réformes et de progrès. Le Messager russe se range avec audace du côté libéral et s'intéresse au système constitutionnel anglais. Il publie les fameuses Esquisses provinciales de Mikhaïl Saltykov-Chtchedrine (1856-1857) et des écrits de Stepan Gromeka (ru), des récits de Pavel Melnikov-Petcherski et de Marko Vovtchok. La section littéraire du journal fait paraître entre autres dans ses colonnes des œuvres de Sergueï Axakov, d'Ivan Gontcharov, Kokhanovskaïa, Vassili Kourotchkine, Apollon Maïkov, Mikhaïl Mikhaïlov, Alexeï Plechtcheïev, Afanassi Fet, Fiodor Tiouttchev, Evguenia Tour (ru) (de son nom d'épouse: Élisabeth de Tournemire), la pièce d'Alexandre Ostrovski de 1856 «В чужом пиру похмелье» (La Gueule de bois à un banquet chez quelqu'un d'autre).
Fiodor Bouslaïev publie dans le journal une étude intitulée « L'Épopée du chevalier russe» (1862). Le Messager russe fait paraître des articles, des études du linguiste et historien de la littérature Iakov Grot (ru), et d'éminents érudits tels qu'Ivan Zabeline, l'historien et économiste Ivan Babst (ru), Mikhaïl Longuinov (ru), l'historien Sergueï Soloviov, Terti Filippov (ru), Boris Tchitcherine, le philosophe Pamfil Iourkevitch, et d'autres historiens, philologues ou philosophes.
Katkov écrit des articles remarqués sur Pouchkine en 1856,  en 1857-1858 sur les communautés villageoises russes (dont le point de vue est différent de celui des slavophiles), et une série d'articles polémiques contre Le Contemporain (1861), des articles à propos du roman de Tourgueniev, Pères et Fils (1862), et d'autres à propos de littérature ou de politique.

### Période classique
Après la publication à part des feuilles contemporaines, Le Messager russe gagne une réputation de relative neutralité et d'organe de presse respectable. Il est même incontournable dans le monde littéraire foisonnant des années 1860-1880. Les écrivains les plus importants de cette époque font paraître leurs œuvres dans ses pages. Il en est ainsi par exemple de Tourgueniev pour À la veille (1860), Pères et Fils (1862), La Fumée (1867), et d'autres; ou de Tolstoï pour Le Bonheur conjugal (1859), Les Cosaques (1863), Guerre et Paix (1865-1869), Anna Karénine (1875-1877). Fiodor Dostoïevski publie au Messager russe Crime et Châtiment (1866), L'Idiot (1868-1869), Les Démons (1871-1872) et Les Frères Karamazov (1879-1880). Nikolaï Leskov, quant à lui, donne au Messager russe les pages de certains de ses romans (À couteaux tirés, en 1870-1871, ou Le Clergé de la collégiale en 1872).

### Période de réaction
Le journal devient moins libéral après 1863 et s'ouvre à des courants plus conservateurs, en parallèle avec d'autres courants. Selon le critique Ettore Lo Gatto, Katkov s'affirme dès lors comme réactionnaire et ce changement d'attitude en se développant lui inspire d'abord des articles contre Alexandre Herzen, puis des articles  chauvinistes contre l'infortunée Pologne lors des soulèvements de 1863. La tentative d'assassinat d'Alexandre II par Dmitri Karakozov en avril 1866 marque un tournant. C'est surtout dans les années 1870 qu'il effectue un virage, amplifié sous le règne de Nicolas II. C'est ainsi que sont publiés De la campagne de Fet (1863), la dilogie antinihiliste de Vsevolod Krestovski, Le Troupeau de Panurge (1869) et Les Deux forces (1874). 
Des articles d'auteurs résolument conservateurs sont publiés, comme ceux de Constantin Leontiev, ou de l'Oberprokuror du Saint-Synode, Constantin Pobiedonostsev, ainsi que du ministre Ivan Delyanov.

### Après Katkov
Après la mort de Katkov, c'est sa veuve qui reprend la direction du journal. En 1887, le journal est pris en gérance auprès des héritiers par Fiodor Berg (1839-1909) qui déménage la publication à Saint-Pétersbourg. Il augmente le nombre d'abonnements à plus de six mille. Cependant il est obligé de quitter le journal au bout de huit ans à cause de problèmes financiers. Ses derniers dirigeants sont de tendance de droite ultra.